# Солоне (зупинний пункт, Україна)
Соло́не — пасажирський залізничний зупинний пункт Запорізької дирекції Придніпровської залізниці на електрифікованій лінії Синельникове I — Запоріжжя I між станцією Новогуполівка (4 км) та зупинним пунктом Степова (2 км). Розташований в однойменному селі Запорізького району Запорізької області.

## Історія
13 липня 2023 року зупинний пункт Платформа 1063 км перейменований в Солоне. Назва зупинного пункту походить від однойменного села.

## Пасажирське сполучення

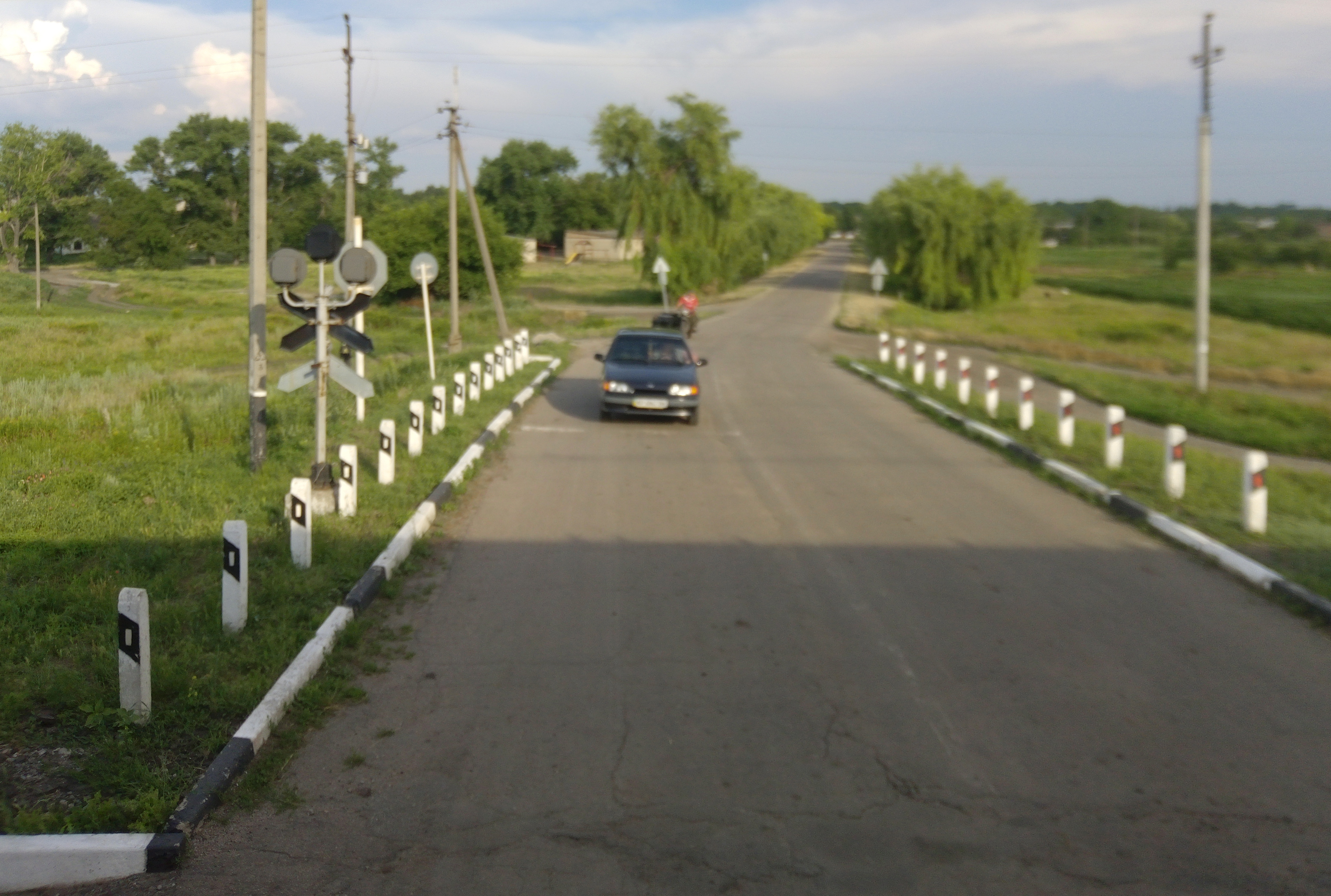
Краєвид села Солоне від залізничного переїзда

На зупинному пункті Солоне зупиняються приміські електропоїзди сполученням Запоріжжя —  Синельникове I / Дніпро-Головний.